# Ptolemaios Chennos
Ptolemaios Chennos war ein griechischer Autor („Buntschriftsteller“) und Mythograph des 1. Jahrhunderts n. Chr. Er war der Sohn des Hephaistion aus Alexandria und Verfasser einer Aristoteles-Biographie. Von seinen Werken sind lediglich Fragmente erhalten, von seiner Kaine Historia längere Exzerpte in der Bibliotheke des Patriarchen Photios (Buch 190).
Der Wert Nachrichten und Quellenangaben der Kaine Historia ist in der Forschung umstritten. Während Rudolf Hercher 1856 die meisten angeblichen Zitate als Fälschungen ansah und ihm viele in dieser Ansicht beipflichteten, trat Anton Chatzis 1914 für die Echtheit der Zitate ein. Zwischen diesen Extremen nimmt die Dissertation von Karl-Heinz Tomberg (1968) eine vermittelnde Position ein.